# Hierodula
Hierodula — род насекомых из семейства настоящих богомолов (Mantidae). Основной ареал охватывает Юго-Восточную Азию и Австралию.

## Внешний вид и строение
Крупные богомолы, обычно виды имеют зеленые и бурые морфы. Голова широкая, фасеточные глаза округлые, выступают не сильно. Переднегрудь с внятным сужением. На передних бедрах по 4 наружных и дискоидальных шипа. Надкрылья у самок и самцов покрывают брюшко до конца, или даже длиннее его. Задние крылья прозрачные. Церки цилиндрические или конические.

## Образ жизни
Хищные насекомые, охотящиеся из засады в кронах деревьев, кустарников, высокой травяной растительности.

## Таксономия
Род описан в 1878 году немецким энтомологом Германом Бурмайстером. Название рода происходит от «иеродула» (греч. ίερόδουλοι от др.-греч. ἱερός «священный» + δοῦλος «раб»), в Древней Греции слуга храма и вообще все, кто в храме нёс какую-нибудь службу по доброй воле или будучи поставлен кем-либо. Чаще всего термин применялся к женщинам, которые отдавались посетителям храма (см. храмовая проституция).
Типовой вид — Hierodula membranacea.
Содержит более 100 видов, поэтому требует срочной таксономической ревизии.

## Распространение
Представители рода распространены в Южной Азии, Восточной Азии и Австралазии. В Европе единственный вид — Hierodula transcaucasica, известный с юга Украины (Крым, Херсонская область) и России (Северный Кавказ).
В 2020 году было сообщение об обнаружении, восточноазиатского Hierodula patellifera на юге Франции по крайней мере с 2013 года, а также на севере Италии.

## Значение для человека
Ряд видов рода Hierodula употребляют в пищу в некоторых странах Азии. В частности, богомол Hierodula coarctata едят в штате Нагаленд, Индия. Богомолы и оотеки Hierodula patellifera используются в пищу в Китае и как средство народной медицины в Японии, Корее и Китае. В китайской традиционной медицине также готовят средства из имаго Hierodula saussurei. Богомолов Hierodula sternosticta потребляют на островах Тробриан.
Некоторые виды изображены на марках, в частности, Hierodula venosa и Hierodula patellifera.

## Виды
- Hierodula ansusana
- Hierodula aruana
- Hierodula assamensis
- Hierodula atrocoxata
- Hierodula beieri
- Hierodula bhamoana
- Hierodula biaka
- Hierodula borneana
- Hierodula brunnea
- Hierodula chamoana
- Hierodula chinensis
- Hierodula coarctata
- Hierodula confusa
- Hierodula crassa
- Hierodula cuchingina
- Hierodula dolichoptera
- Hierodula doveri
- Hierodula dyaka
- Hierodula everetti
- Hierodula fumipennis
- Hierodula fuscescens
- Hierodula gigliotosi
- Hierodula gracilicollis
- Hierodula harpyia
- Hierodula heinrichi
- Hierodula inconspicua
- Hierodula ingens
- Hierodula italii
- Hierodula jobina
- Hierodula kapaurana
- Hierodula laevicollis
- Hierodula lamasonga
- Hierodula latipennis
- Hierodula longedentata
- Hierodula macrodentata
- Hierodula macrostigmata
- Hierodula maculata
- Hierodula maculisternum
- Hierodula major
- Hierodula majuscula
- Hierodula malaccana
- Hierodula malaya
- Hierodula membranacea
- Hierodula microdon
- Hierodula mindanensis
- Hierodula modesta
- Hierodula monochroa
- Hierodula multispinulosa
- Hierodula nicobarica
- Hierodula obiensis
- Hierodula obtusata
- Hierodula oraea
- Hierodula ovata
- Hierodula papua
- Hierodula parviceps
- Hierodula patellifera
- Hierodula perakana
- Hierodula philippina
- Hierodula pistillinota
- Hierodula prosternalis
- Hierodula pulchra
- Hierodula pulchripes
- Hierodula purpurescens
- Hierodula pustulifera
- Hierodula pygmaea
- Hierodula quadridens
- Hierodula quadripunctata
- Hierodula quinquecallosa
- Hierodula quinquepatellata
- Hierodula rajah
- Hierodula ralumina
- Hierodula robusta
- Hierodula rufomaculata
- Hierodula rufopatellata
- Hierodula salomonis
- Hierodula samangensis
- Hierodula sarsinorum
- Hierodula saussurei
- Hierodula schultzei
- Hierodula scutata
- Hierodula simbangana
- Hierodula similis
- Hierodula siporana
- Hierodula sorongana
- Hierodula sternosticta
- Hierodula stigmata
- Hierodula striata
- Hierodula striatipes
- Hierodula szentivanyi
- Hierodula tenuidentata
- Hierodula tenuis
- Hierodula timorensis
- Hierodula togiana
- Hierodula tonkinensis
- Hierodula tornica
- Hierodula transcaucasica
- Hierodula trimacula
- Hierodula unimaculata
- Hierodula venosa
- Hierodula ventralis
- Hierodula versicolor
- Hierodula vitreoides
- Hierodula werneri
- Hierodula westwoodi

## Галерея

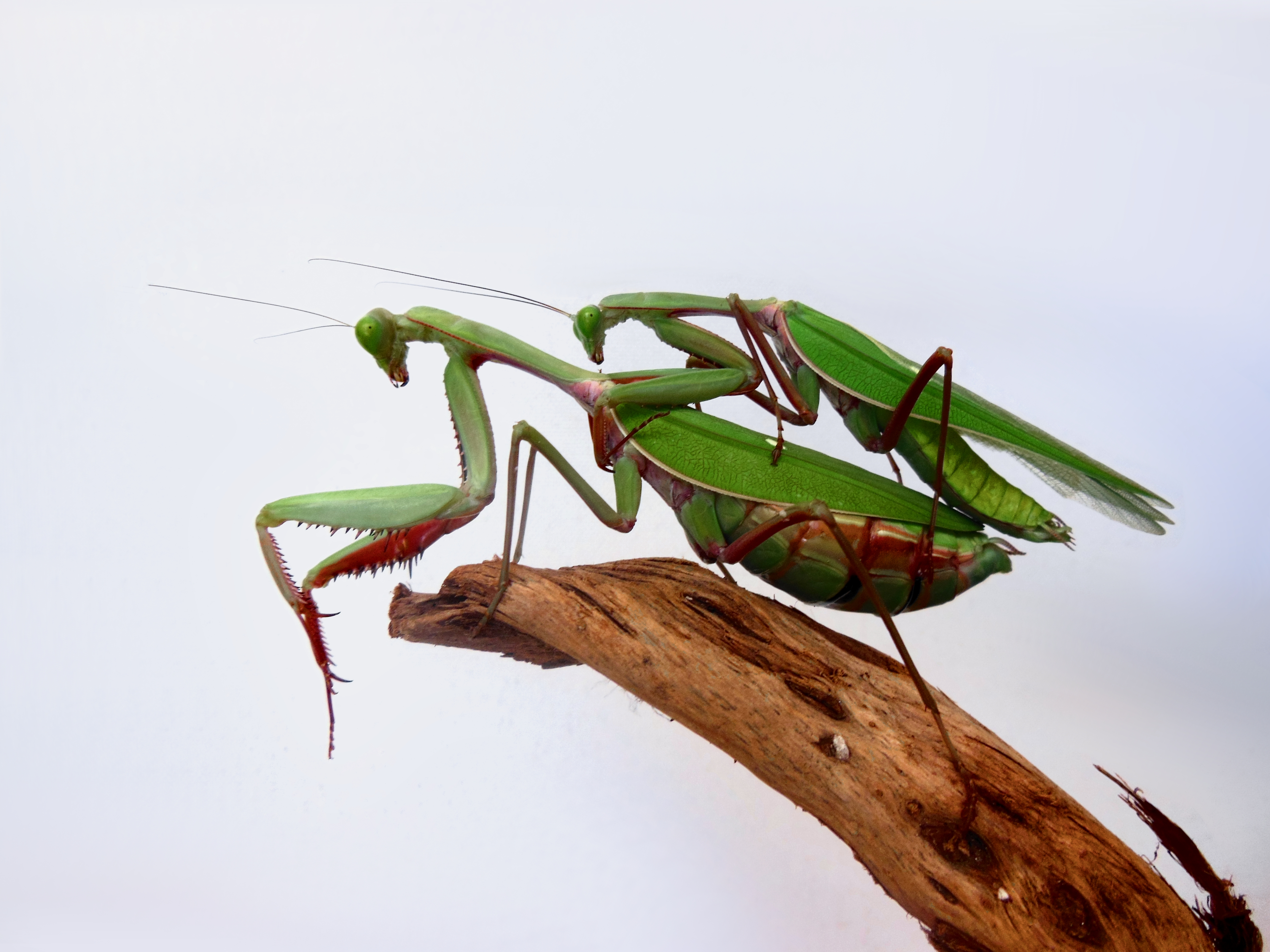
Hierodula majuscula, Австралия
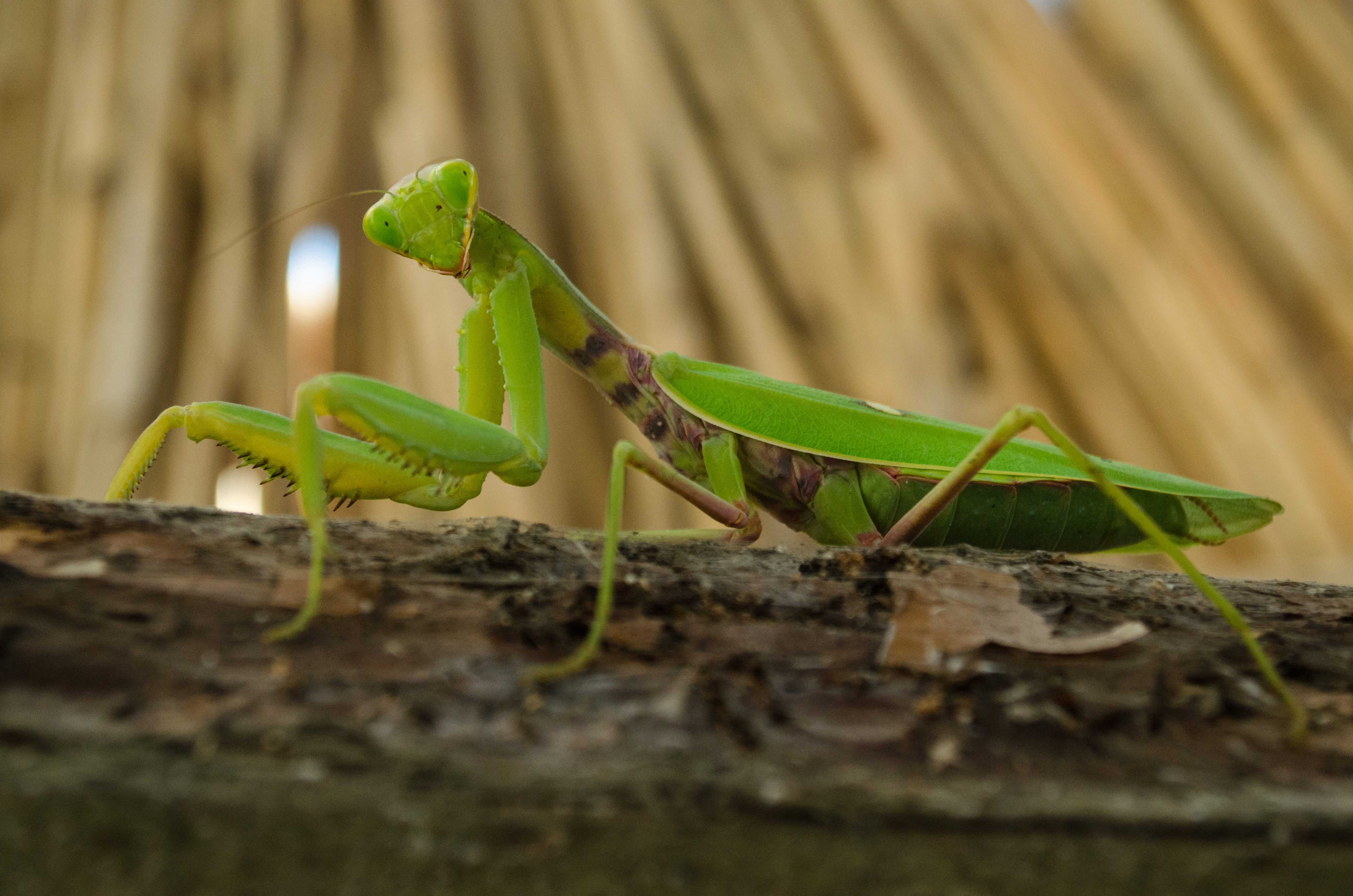
Hierodula transcaucasica, Джарилгач, Украина
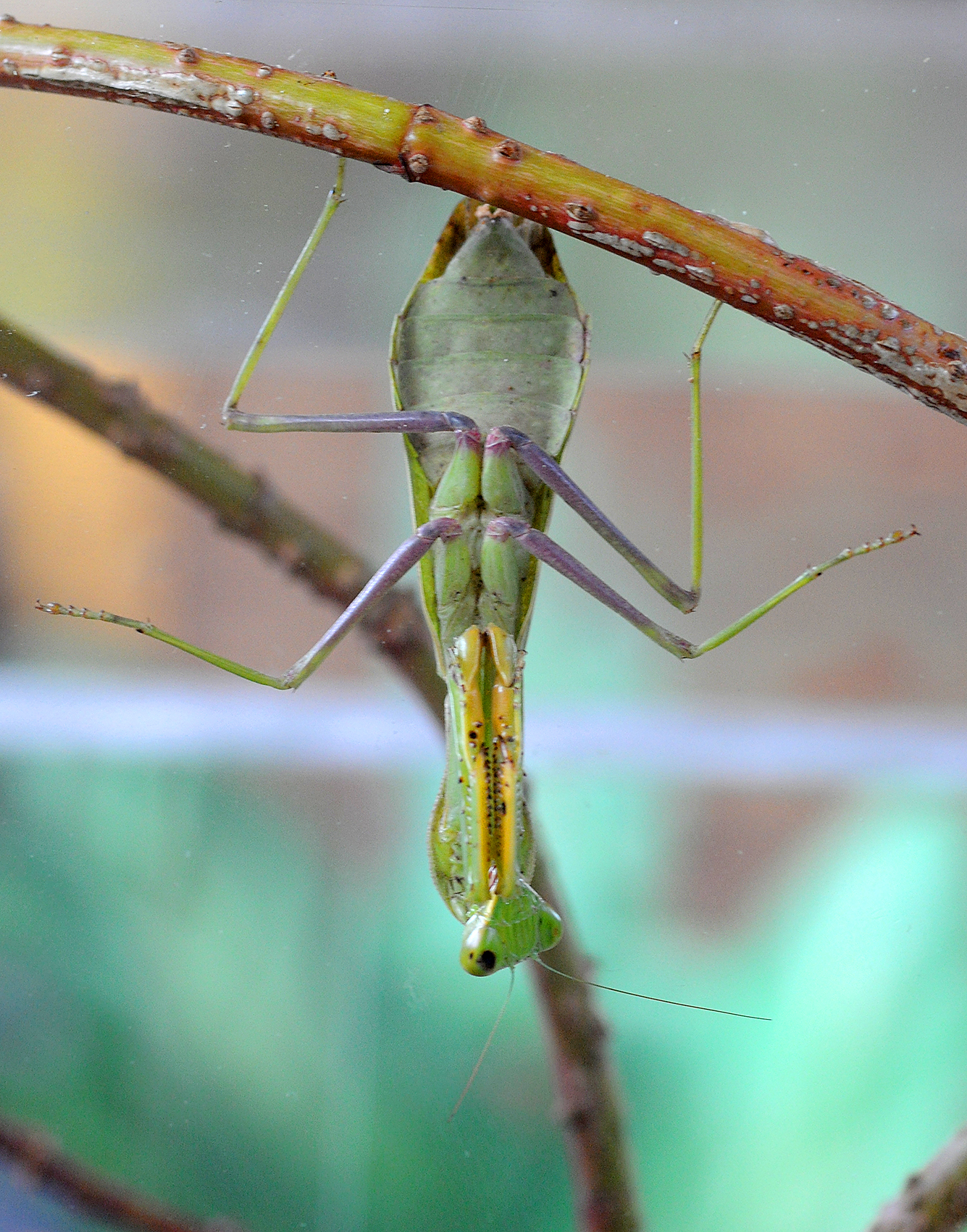
Hierodula membranacea, Индия
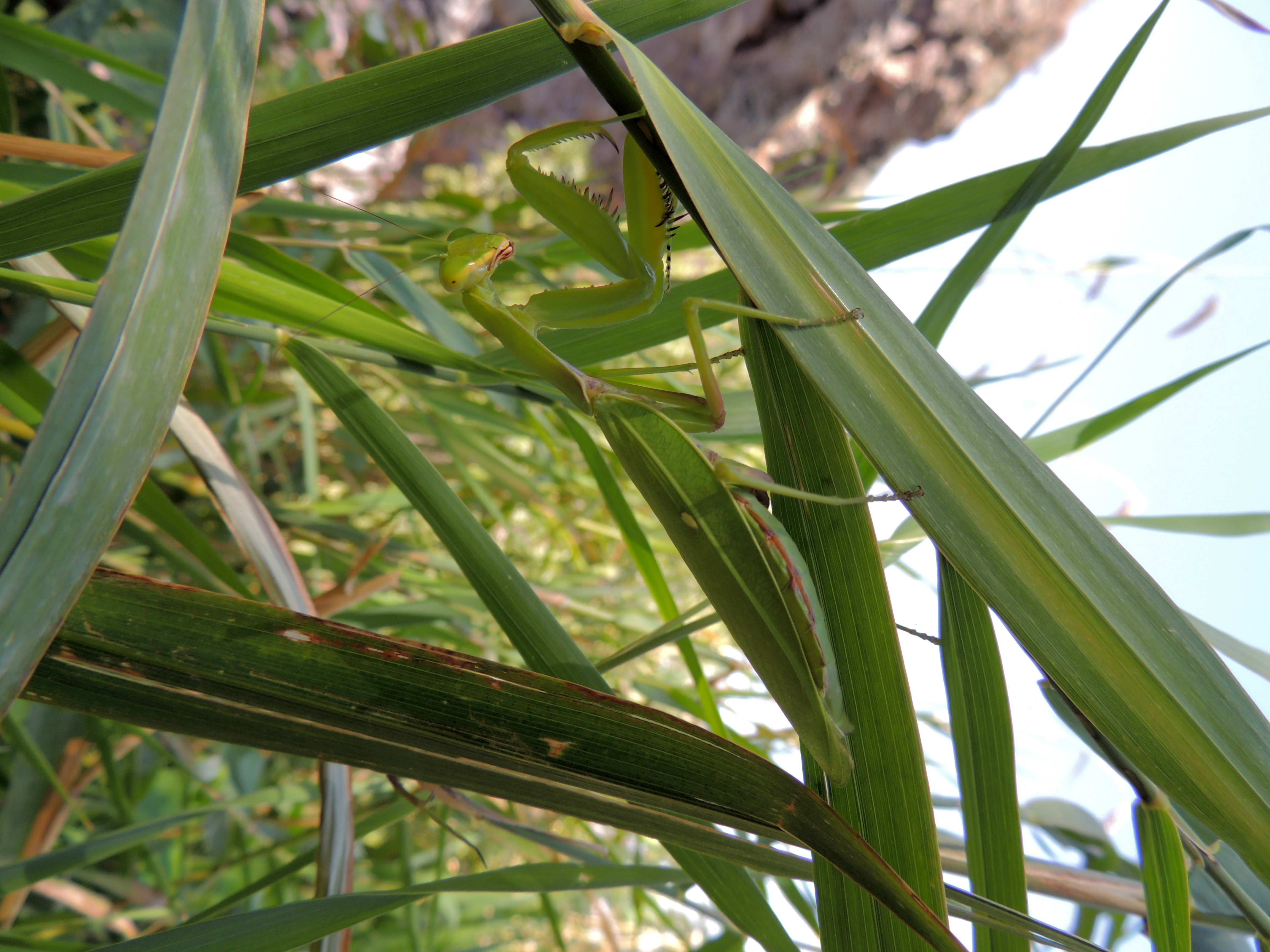
Hierodula tenuidentata, Казахстан
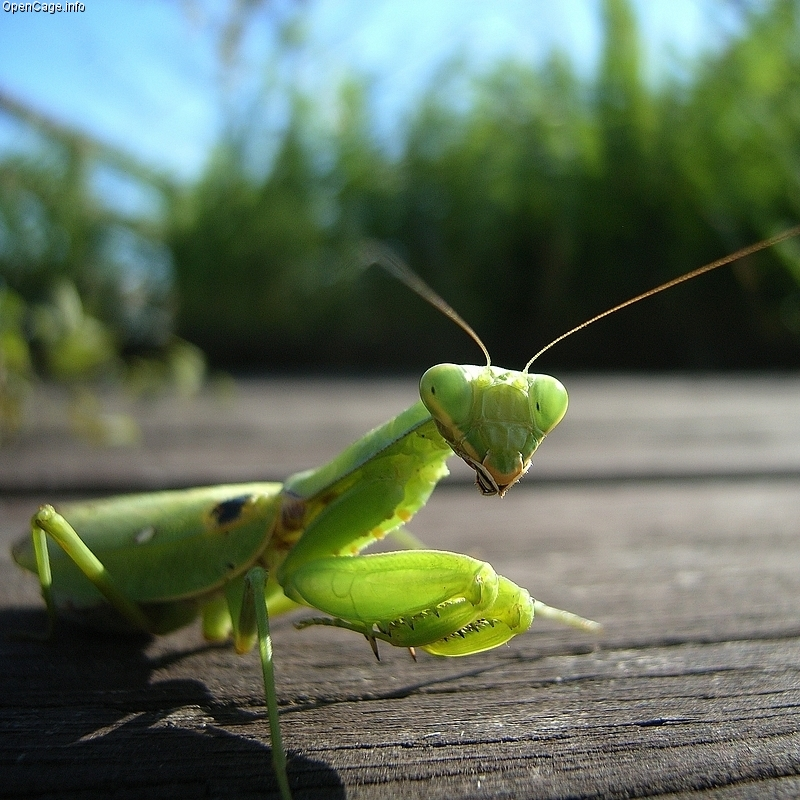
Hierodula patellifera, Япония
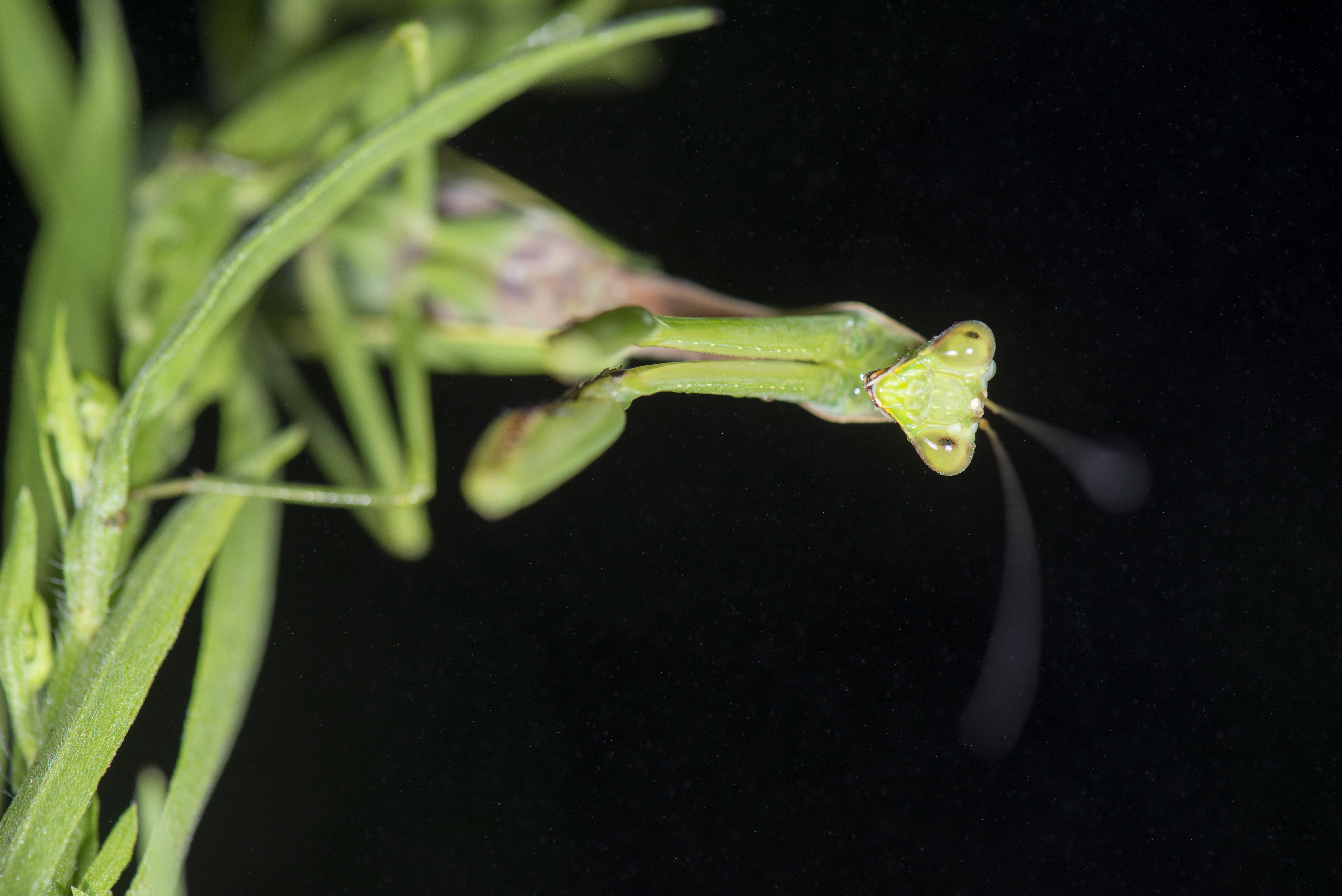
Hierodula formosana, Тайвань
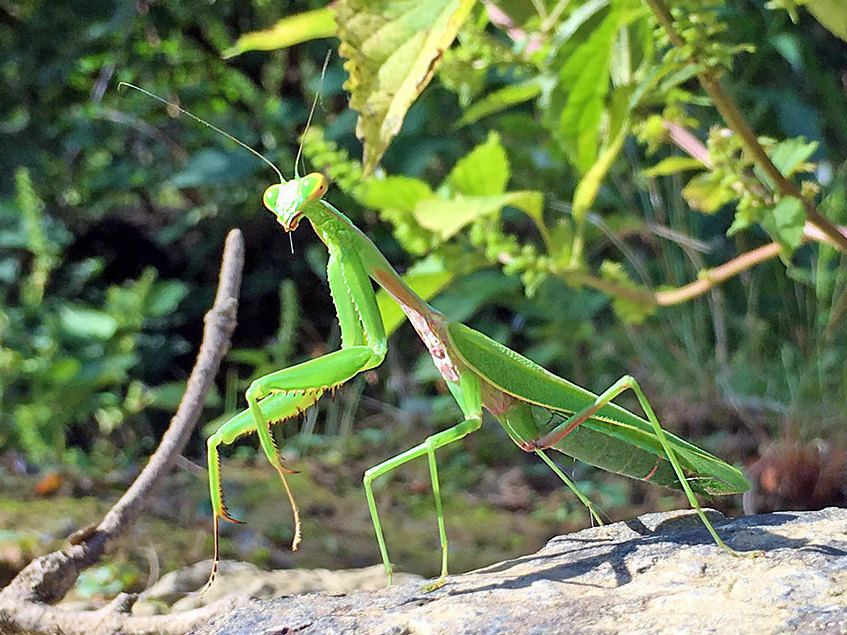
Hierodula chinensis, Япония